# 畢曜
毕曜（?—?），祖籍郓州须昌（今山东省泰安市东平县），即东平毕氏，后来定籍为河南府偃师县人，唐朝官员。
畢曜是司衛少卿、許州刺史畢憬的孙子，豐王府司馬畢栩的儿子。他的伯父是戶部尚書、魏景公畢構。兄长汾州長史畢浚，是后来唐懿宗宰相畢諴的祖父。畢曜为侍御史，同院的监察御史乔琳性格倜傥行为怪诞，喜欢说笑，讥辱同僚，没有礼节。畢曜与乔琳互相嘲笑，后来即成仇敌，于是以公事互相控告，乔琳贬为巴州员外司户。畢曜與毛若虛、敬羽、裴昇同時為御史，都以凶暴残忍知名，時稱「毛敬裴畢」。裴昇、畢曜被流放黔中。